# Armbånd
Et Armbånd (også kaldet armring) er et ringformet smykke, der bæres om armen eller håndleddet. Armbånd kan have til formål at pryde et sæt tøj, at indikere social status eller at give bæreren adgang til et område med begrænsninger, såsom en festival.

## Historisk
Armringe har været brugt i alle kulturer. Ofte blev de båret øverst på underarmen, hvor de var mere praktiske. Det ses bl.a. på afbilleder af gladiatorer.

### I Danmark

#### Stenalderen
Stenaldersmykker har måske været brugt som armbånd.

#### Bronzealderen
I ældre bronzealder dukker de første store armringe frem: spiralbånd af bronze.
Sjældne armbånd af guld kaldes Edsringe, da de måske har været brugt af høvdinge til edsaflæggelse.

## 1800 tallet – til i dag
Efter at trenden gjorde at ærmer blev mindre midt i 1800-tallet, kom der armbånd op om håndledet, og de har holdt sig i den formelle damedragt lige siden.

## Anden brug
Armbånd benyttes i dag også i andre sammenhænge end som smykker. Armbånd benyttes således på hospitaler til identifikation af patienter, som billetter på festivaler m.v. Disse typer armbånd er typisk fremstillet i kunstigt papir kaldet Tyvek og hjælper festivaler og lignende med at holde styr på gæster der går både ind og ud adskillige gange. For at sikre sig ægtheden af et kontrolarmbånd, vil der ofte være et tryk på, som indikerer festivalens logo og dato.